# Cloudscape
Cloudscape es un grupo de Metal progresivo sueco formado en el 2001 que se hicieron famosos en el Sweden Rock Festival. 

## Historia

### Formación
La historia de Cloudscape empezó en 2001, cuando Mike Andersson (voz), Björn Eliasson (Guitarras), Patrik Svärd (Guitarras), Haynes Pherson (bajo) y Roger Landin (Batería) decidieron dejar sus bandas anteriores con el fin de centrarse en Cloudscape. Después de grabar varios demos "escrito por Mike Andersson y Björn Eliasson durante 2001 a 2004 la producción de nubes en contacto con producciones Roastinghouse empresa con el fin de pedirles ayuda para obtener la palabra acerca de Cloudscape a la industria de la música. Roastinghouse gustaba la música de nubes y un acuerdo de gestión se firmó poco después.

### Álbum debut:Cloudscape
Cloudscape entró en los estudios Roastinghouse en principios de  2004 y grabó su homónimo álbum de debut que fue producido por Anders "Theo" Theander (Allen/Lande Project, Pain Of Salvation). Este álbum fue enviado a varias compañías discográficas por Roastinghouse empresa con el fin de llamar la atención de las discográficas. Varias etiquetas registro mostraron interés en nubes, pero que era el cielo alemán de metal etiqueta que firmó con nubes a su lista para el territorio europeo.Cloudscape firmó un acuerdo de licencia con la etiqueta japonesa Marquee / Avalon para el país asiático.
El álbum debut de Cloudscape fue lanzado en Asia en diciembre de 2004 y en toda Europa en enero de 2005. La respuesta de los fanes,la prensa y medios de comunicación resultó sorprendente y muchos críticos se sorprendió por la calidad del álbum debut. Cloudscape tiene influencias musicales del género metal melódico con toques progresivos y su música probablemente un llamamiento a los fanes de Evergrey, Symphony X, Dream Theater, Yngwie J.Cloudscape filmó un video promocional de la canción Under Fire (dirigido por Rainer Holmgren), que posteriormente se han convertido en un tema favorito de la banda durante sus presentaciones en vivo.
Cloudscape hizo shows en vivo de varios de  ciuadades en su país de origen (Suecia) para promover su álbum de debut a finales de 2005 y que hicieron su primera aparición en vivo en el extranjero en ProgPower Europe en los Países Bajos (Baarlo).

### Crimson Skies (2006)
Cloudscape volvieron a los estudios de grabación Roastinghouse en enero de 2006 para grabar su segundo álbum titulado Crimson Skies. Crimson Skies fue producido por el Ponto Lindmark (Allen/Lande Project, Nostradameus). Cloudscape establecido su propia marca y estilo dentro del género metal melódico con Crimson Skies y una vez más  recibió una respuesta fantástica de los aficionados, prensa y medios de todo el mundo (incluso mejor que el álbum debut) y Crimson Skies terminó en el top 10 de las listas de "mejor álbum de metal del año 2006" en varias revistas.Cloudscape también firmó un acuerdo con las discográfica de Estados Unidos Nightmare Records para los  países de EE. UU. y Canadá. 
El 9 de junio de 2006 Cloudscape hizo una presentación en vivo en el festival de rock de Suecia, más grande y popular llamada Sweden Rock Festival.Cloudscape hicieron varios shows en vivo durante el año 2007, tanto en festivales como Progpower Reino Unido, Noruega,Metal Heart Festival y conciertos individuales. Cloudscape también filmó un video promocional de la canción "Demon Tears" dirigida por Rainer Holmgren.

### Global Drama (2007):Abondono de Björn Eliasson y Haynes Pherson
El 3 de septiembre de 2007 Cloudscape entró en los estudios Roastinghouse de nuevo para grabar su tercer álbum titulado Global Drama y una vez más Ponto Lindmark fue contratado para manejar las tareas de producción. Cloudscape considera a Global Drama de ser el álbum más experimental y variada en la discografía de Cloudscape hasta ahora y que incluye canciones que se encuentran entre las canciones más pesadas y más crudo que han escrito mezclados con canciones que son más dinámicos y de la atmósfera mezclado con el toque típico de Cloudscape que han establecido con sus álbumes anteriores. 
Cloudscape continuó sus giras en el prestigioso Bloodstock Open Air Festival (Reino Unido) y Progpower Escandinavia (Dinamarca)  durante 2008 y 2009.Global Drama fue lanzado el 18 de agosto de 2008 por "Goldencore (zyx) / Roastinghouse Records" (USA)  y "Nightmare Records" (Estados Unidos. y Canadá).A principios de 2009 el baterista Roger Landin y bajista Haynes Pherson desafortunadamente decidieron dejar Cloudscape por razones personales y en 2010 también Björn Eliasson decidió dejar la banda. Sin embargo, los miembros restantes originales Mike Andersson y Patrik Svärd no estaba dispuesto a renunciar a la banda y para ello decidió organizar audiciones con varios posibles sustitutos a Björn, Roger & Haynes y el bajista Håkan Nyander (también en la Supreme Majesty) y el guitarrista Daniel Palsson.

### Presente
Cloudscape entrará en el estudio a principios de 2011 con el fin de grabar su nuevo álbum que será producido por Micko Twedberg (ex Debase).

## Miembros
- Mike Anderson- Voces y teclados
- Björn Eliasson- Guitarras y teclados
- Patrik SVÄRD - Guitarras
- Haynes Pherson - Bajos y coros
- Roger "Mini" Landin - Batería y percusiones

## Discografía
- Cloudscape
- Crimson Skies (2006)
- Global Drama (2008)
- New Era (2012)